# Neville Southall
Neville Southall (Llandudno, Conwy; 16 de septiembre de 1958) es un futbolista galés retirado que jugaba en la posición de portero. Es el segundo jugador que más partidos ha jugado con la Selección de fútbol de Gales, un total de 92 entre los años 1982 y 1997. Jugó 17 temporadas en el Everton Football Club y ganó la liga inglesa en dos ocasiones.
En su Gales natal trabajaba como albañil mientras jugaba para el Bangor City Football Club. En 1980 se convirtió en profesional tras un traspaso de seis mil libras desde el Winsford United hacia el Bury Football Club. Después de una temporada jugó en el Everton Football Club tras una compra de 150 000 libras. Con el Everton ganó la FA Cup de 1984, la liga de las temporadas de 1984-85 y 1986-87 y la Recopa de Europa en 1985.
Su primer partido con la selección de Gales fue el 27 de mayo de 1982 contra Irlanda del Norte, en Wrexham. La primera vez que Southall jugó como capitán de Gales fue el 11 de octubre de 1989, contra los Países Bajos, en la clasificación para el Mundial de 1990. Su partido número 92, y a su vez su último partido con su selección, fue contra Turquía el 20 de agosto de 1997 en la fase de calificación para el Mundial de 1998, donde fue sustituido y Gales perdió 6-4.